# شهرستان امیت (میسیسیپی)
شهرستان امیت در جنوب ایالت میسیسیپی، واقع در ایالات متحده آمریکا می‌باشد. جمعیت این شهرستان ۱۳٬۱۳۱ نفر (سال ۲۰۱۰) و وسعت آن ۱٬۸۹۵ کیلومتر مربع است. مرکز این شهرستان شهر لیبرتی می‌باشد.